# Mironeasa
Mironeasa là một xã thuộc hạt Iași, România. Dân số thời điểm năm 2002 là 4319 người.